# Antidepressiu tricíclic

Estructura química de l'antidepressiu tricíclic imipramina, prototípic i comercialitzat per primera vegada. Observeu els seus tres anells.

Els antidepressius tricíclics (ATC) són compostos químics utilitzats principalment com a antidepressius. Els ATC van ser descoberts per primera vegada en la dècada de 1950 i es comercialitzen més endavant en la dècada. Ells porten el nom de la seva estructura química, que conté tres anells d'àtoms. Els antidepressius tetracíclics, que contenen quatre anells d'àtoms, són un grup de compostos antidepressius estretament relacionat.
Tot i que els antidepressius tricíclics es prescriuen vegades per als trastorns depressius, s'han substituït en gran manera en l'ús clínic en la majoria de llocs del món pels nous antidepressius com els inhibidors selectius de la recaptació de serotonina (ISRS), els inhibidors de la recaptació de serotonina i noradrenalina (IRSN) i els inhibidors selectius de la recaptació de noradrenalina (ISRN). S'han trobat uns efectes adversos d'un nivell similar entre els ISRS i els ATC.

## Tipus
Comercialitzats a l'estat espanyol:
- Amitriptilina (Deprelio, Tryptizol)
- Clomipramina (Anafranil)
- Doxepina (Sinequan)
- Imipramina (Tofranil)
- Nortriptilina (Norfenazin, Paxtibi)
- Trimipramina (Surmontil)